# Доратинка
Доратинка (пол. Doratynka) — село в Польщі, у гміні Нарва Гайнівського повіту Підляського воєводства. Населення — 59 осіб (2011).

## Історія
Вперше згадується 1560 року як Дорогатинка. У 1884 році в селі заснована церковна школа грамоти, у якій навчалося 22 учні (з них 2 були католиками).
У 1975—1998 роках село належало до Білостоцького воєводства.

## Демографія
Демографічна структура станом на 31 березня 2011 року:
|          | Загалом | Допрацездатний вік | Працездатний вік | Постпрацездатний вік |
| -------- | ------- | ------------------ | ---------------- | -------------------- |
| Чоловіки | 31      | 0                  | 19               | 12                   |
| Жінки    | 28      | 1                  | 9                | 18                   |
| Разом    | 59      | 1                  | 28               | 30                   |